# Indrek Pertelson
Indrek Pertelson, född den 21 april 1971 i Tallinn, Estland, är en estländsk judoutövare.
Han tog OS-brons i herrarnas tungvikt i samband med de olympiska judotävlingarna 2000 i Sydney.
Han tog OS-brons i samma viktklass i samband med de olympiska judotävlingarna 2004 i Aten.